# Breckinridge County
Breckinridge County je okres v státu Kentucky v USA. K roku 2010 zde žilo 20 059 obyvatel. Správním městem okresu je Hardinsburg. Celková rozloha okresu činí 1 517 km².